# Nicolás Larrondo
Nicolás Francisco Larrondo Ossandón (Santiago, 4 de octubre de 1987) es un exfutbolista chileno que jugó de defensa, siendo uno de los jugadores claves en la selección chilena que alcanzó el tercer lugar en la Copa Mundial de Fútbol Sub-20 de 2007, realizada en Canadá.

## Carrera deportiva

### Trayectoria juvenil
Comenzó en las inferiores de Universidad de Chile siendo entrenado por Mariano Puyol, donde se destacaba principalmente por la marca y el juego aéreo, tanto defensiva como ofensivamente. Debutó en 2005, con 17 años el 24 de julio frente a Unión San Felipe en un partido por el Torneo de Clausura. El siguiente año en un partido ante Coquimbo Unido en el Torneo de Clausura 2006, mostró su calidad de jugador, jugando un partido consagratorio a pesar de que anotó un autogol. Desde entonces empezó a mostrarse como una interesante promesa juvenil para el plantel de la Universidad de Chile, mostrando rápidamente su buen juego, siendo una excelente alternativa para el D.T.

### Selección nacional y Copa Mundial Sub-20
Fue convocado a los 19 años para el Campeonato Sudamericano Sub-20 de 2007 realizado en Paraguay, donde logró ganarse un lugar en el equipo titular. Aparte de su labor defensiva, se destacó por los 3 goles que marcó, 2 a Bolivia y 1 a Colombia. Fue fundamental en la selección juvenil junto a jugadores como Mauricio Isla, Alexis Sánchez, Arturo Vidal, Mathías Vidangossy, Gary Medel y Cristopher Toselli, entre otros. El equipo consiguió clasificarse a la Copa Mundial de Fútbol Sub-20 de 2007 en Canadá, alcanzando el cuarto lugar del hexagonal final, detrás de Brasil, Argentina y Uruguay.
Ya en Canadá, fue fundamental en el equipo chileno que alcanzó el 3.er lugar del torneo, ratificando su buen juego en todos los partidos de este Mundial, La única excepción fue la semifinal en que enfrentaron a Argentina, donde todo el equipo bajó su nivel producto de la desconcentración del equipo, sumado a los presuntos actos de indisciplina de varios jugadores, aunque no hay indicios de que Larrondo tomara parte en ellos.
Posteriormente y de regreso en Chile tuvo varias opciones para partir a Europa, sin embargo el jugador prefirió quedarse en su país, pues su intención era ganarse un puesto de titular en su club.

### Fútbol profesional
Después del Mundial Sub-20 de Canadá 2007 vino una campaña irregular en el campeonato chileno, marcada por una larga lesión, finalizando contrato a mediados de 2009 con el equipo "azul" sin renovar, buscando un cupo en algún equipo nacional o extranjero. Finalmente, luego de desvincularse de la Universidad de Chile tras no llegar a acuerdo con los dirigentes, tuvo una prueba en River Plate de Argentina, donde no quedó, y tras 6 meses sin equipo, firmó por Huachipato, formando parte del plantel de ese equipo el año 2010, aunque sin conseguir la consolidación.
En la segunda parte de 2011 firmó contrato con O'Higgins, para pasar en 2012 a Rangers de Talca, con magros resultados en ambos equipos. Para el segundo semestre de 2012 se incorporó a las filas del Athlétic Club Arles-Avignon de la Ligue 2 de Francia. En dicho equipo no logró continuidad por lo que abandonó el club y volvió a Chile.
En 2013, se incorporó a Coquimbo Unido jugando en la Primera B nacional. En octubre del 2013 había decido dejar el fútbol por constantes lesiones en su carrera y dedicarse a trabajos de minería. No obstante, retomó la actividad en el segundo semestre de 2014 en el otro cuadro de la región, Deportes La Serena. Finalmente, se retiró en dicho equipo en 2015.
Tras el fin de su carrera profesional, Larrondo se dedicó a una agencia asesora de deportistas e inició estudios de contaduría y administración.

### Participaciones en Copas del Mundo Sub-20
| Mundial                | Sede   | Resultado    |
| ---------------------- | ------ | ------------ |
| Mundial Sub-20 de 2007 | Canadá | Tercer lugar |

## Clubes
| Club                        | País    | Año       |
| --------------------------- | ------- | --------- |
| Universidad de Chile        | Chile   | 2006-2009 |
| Huachipato                  | Chile   | 2010-2011 |
| O'Higgins                   | Chile   | 2011      |
| Rangers de Talca            | Chile   | 2012      |
| Athlétic Club Arles-Avignon | Francia | 2012      |
| Coquimbo Unido              | Chile   | 2013      |
| Deportes La Serena          | Chile   | 2014-2015 |

## Palmarés

### Torneos nacionales
| Título           | Club                 | País  | Año    |
| ---------------- | -------------------- | ----- | ------ |
| Primera División | Universidad de Chile | Chile | 2009-A |